# Особняк с привидениями (фильм, 2023)
«Особняк с привидениями» (англ. Haunted Mansion) — американский комедийный фильм ужасов о сверхъестественном 2023 года режиссёра Джастина Симиена по сценарию Кэти Дипполд. Главные роли исполнили Лакит Стэнфилд, Тиффани Хэддиш, Оуэн Уилсон, Дэнни Де Вито, Розарио Доусон, Дэн Леви, Джейми Ли Кёртис и Джаред Лето. Фильм снят студиями Walt Disney Pictures и Rideback. Это вторая экранизация одноименного аттракциона тематического парка Уолта Диснея после одноимённого фильма 2003 года. По сюжету, Габби и Трэвис заручились помощью команды, чтобы помочь защитить их особняк и уничтожить призраков вокруг них.
Премьера фильма состоялась 15 июля 2023 года в Диснейленде в Анахайме, штат Калифорния и 28 июля в США компанией Walt Disney Studios Motion Pictures. Фильм получил смешанные отзывы критиков и заработал 92 миллиона долларов по всему миру, став кассовым провалом.

## Сюжет
Габби, мать-одиночка и её 9-летний сын, хотят начать новую жизнь и переезжают в странный особняк в Новом Орлеане, но обнаруживают, что это место гораздо больше, чем они ожидали. Отчаянно нуждаясь в помощи, они обращаются к священнику, который, в свою очередь, призывает на помощь овдовевшего учёного, ставшего экспертом по паранормальным явлениям, экстрасенса из Французского квартала и занудного историка, чтобы помочь изгнать дьявола из особняка.

## В ролях
- Лакит Стэнфилд — Бен Маттиас, астрофизик
- Розарио Доусон — Габби
- Чейз Диллон — Трэвис, сын Габби
- Оуэн Уилсон — Кент, священник
- Тиффани Хэддиш — Гарриет, экстрасенс
- Дэнни Де Вито — Брюс, профессор истории
- Джейми Ли Кёртис — Мадам Леота
- Джаред Лето — Алистер Крамп (озвучивание)

## Производство
В июле 2010 года стало известно, что сценаристом и продюсером нового фильма выступит Гильермо дель Торо. В интервью Дель Торо заявил, что действие фильма будет происходить не в реальном мире, а в дополненной реальности и одним из главных героев будет Призрак шляпной коробки. Фильм будет «страшным и весёлым одновременно, но страшное будет страшным». В августе 2012 года дель Торо представил студии Walt Disney окончательный вариант своего сценария, рассчитанный на рейтинг PG-13. К июлю 2013 года дель Торо объявил, что больше не является режиссёром проекта, но остаётся соавтором сценария и исполнительным продюсером. В апреле 2015 года Райан Гослинг вёл переговоры о роли в проекте.
В августе 2020 года Кэти Дипполд была приглашена для написания нового сценария, после того как было решено, что сценарий дель Торо слишком страшен для семейной аудитории. В июле 2021 года Джастин Симиен был официально утвержден в качестве режиссёра.
Тиффани Хэддиш, Лакит Стэнфилд, Оуэн Уилсон, Розарио Доусон и Дэнни Де Вито получили роли в фильме. В июле 2022 года Джейми Ли Кертис и Джаред Лето вошли в актёрский состав. Во время презентации D23 Expo стало известно, что Вайнона Райдер, Дэн Леви и Хасан Минхадж прошли кастинг.
Съёмки проходили с середины октября 2021 года по конец февраля 2022 года в Новом Орлеане и Атланте. 14 января 2022 года у Хэддиш возникли юридические проблемы после ареста по обвинению в вождении в нетрезвом виде, когда съёмки фильма ещё проходили в Джорджии. Музыку к фильму напишет Крис Бауэрс.